# Start Anew
A Start Anew Janet Jackson amerikai énekesnő egy kislemeze volt, melyet második és harmadik albuma, a Dream Street és a Control között jelentetett meg, csak Japánban. Ez volt Jackson utolsó viszonylag sikertelen dala; a következő, a What Have You Done for Me Lately meghozta számára az áttörést.
A Start Anew-t eredetileg a Dream Street albumhoz vették fel, arra azonban végül nem került fel. A Control album Japánban megjelent változatán szerepel bónuszdalként.

## Számlista[1]
7" kislemez (Japán)
1. Start Anew – 4:16
2. Hold Back the Tears – 3:15

12" kislemez (Japán)
1. Start Anew (Single Version) – 4:16
2. Start Anew (Extended Version) – 6:13